# Rhynchonema amakusanum
Rhynchonema amakusanum is een rondwormensoort uit de familie van de Xyalidae. De wetenschappelijke naam van de soort is voor het eerst geldig gepubliceerd door Aryuthaka.